# Athletics Integrity Unit
Die Athletics Integrity Unit, kurz AIU (dt. Unabhängige Integritätskommission) ist eine unabhängige Organisation, die im Jahr 2017 vom Leichtathletik-Weltverband World Athletics mit dem Ziel gegründet wurde, die Dopingproblematik in der Leichtathletik zu bekämpfen. Aber auch andere Formen unsportlichen Verhaltens werden durch die AIU kontrolliert und sanktioniert.

## Aufgabenbereich
Das Wirken gegen folgende Faktoren liegt im Aufgabenbereich der AIU:
- Doping
- Manipulation von Wettkampfresultaten
- Bestechung und Korruption
- Wettbestimmungen
- Alterskontrolle
- Missbrauch durch Wechseln der Staatsangehörigkeit

Dabei sammelt die AIU selbst alle Daten, beispielsweise in Form von Dopingkontrollen und wertet diese in Kooperation mit Partnerinstituten aus. Weiters gibt die Organisation alle Fälle von Missbrauch selbstständig bekannt und ist befugt, die Athleten und Athletinnen daraufhin zu suspendieren, nicht aber sie zu sperren. Weiters organisiert sie Vorträge und Kampagnen, um gegen Missbrauch in der Leichtathletik hinzuweisen.

## Der Vorstand
Der AIU-Vorstand besteht aus einem Vorsitzenden, drei Mitgliedern sowie dem Vorsitzenden der AIU:
| Amt                               | Land       | Name           |
| --------------------------------- | ---------- | -------------- |
| Präsident                         | Neuseeland | David Howman   |
| Mitglied                          | Frankreich | Marc Peltier   |
| Mitglied                          | Kanada     | Andrew Pipe    |
| Mitglied (ohne Stimmberechtigung) | Kanada     | Abby Hoffman   |
| Vorsitzender                      | Australien | Brett Clothier |

Präsidenten:
- seit 2017: Brett Clothier ( AUS)